# دينيس هورنر
دينيس هورنر (بالإنجليزية: Dennis Horner)‏ مواليد 5 فبراير 1988 في نيوجيرسي، هو لاعب كرة سلة أمريكي. بدأ مسيرته الاحترافية في سنة 2010. يلعب مع أوبراس سانيتارياس في دوري كرة السلة الوطني الأرجنتيني. يحمل الرقم 19. يبلغ طوله 6 قدم 9 بوصة (2.1 م).

## المسيرة الاحترافية
لعب مع بروكلين نتس في سنة 2012، ثم لعب مع أرتلاند دراغونز في الدوري الألماني في سنة 2012، ثم لعب مع أرتلاند دراغونز في موسم 2014–2015، ثم لعب مع أوبراس سانيتارياس في الدوري الأرجنتيني في سنة 2015.

## روابط خارجية
- دينيس هورنر على موقع الدوري الأوروبي لكرة السلة (الإنجليزية)
- دينيس هورنر على موقع إن بي أي (الإنجليزية)
- دينيس هورنر على موقع سبورتس رفرنس (الإنجليزية)
- دينيس هورنر على موقع كرة السلة الأوروبية.كوم (الإنجليزية)
- دينيس هورنر على موقع كلية كرة السلة في سبورتس رفرنس.كوم (الإنجليزية)
- دينيس هورنر على موقع ريلجم (الإنجليزية)
- دينيس هورنر على موقع بروبوليرز (الإنجليزية)
- دينيس هورنر على موقع سبورتس رفرنس (الإنجليزية)
- دينيس هورنر على موقع سبورتس رفرنس (الإنجليزية)